# Liste des intercommunalités du Haut-Rhin

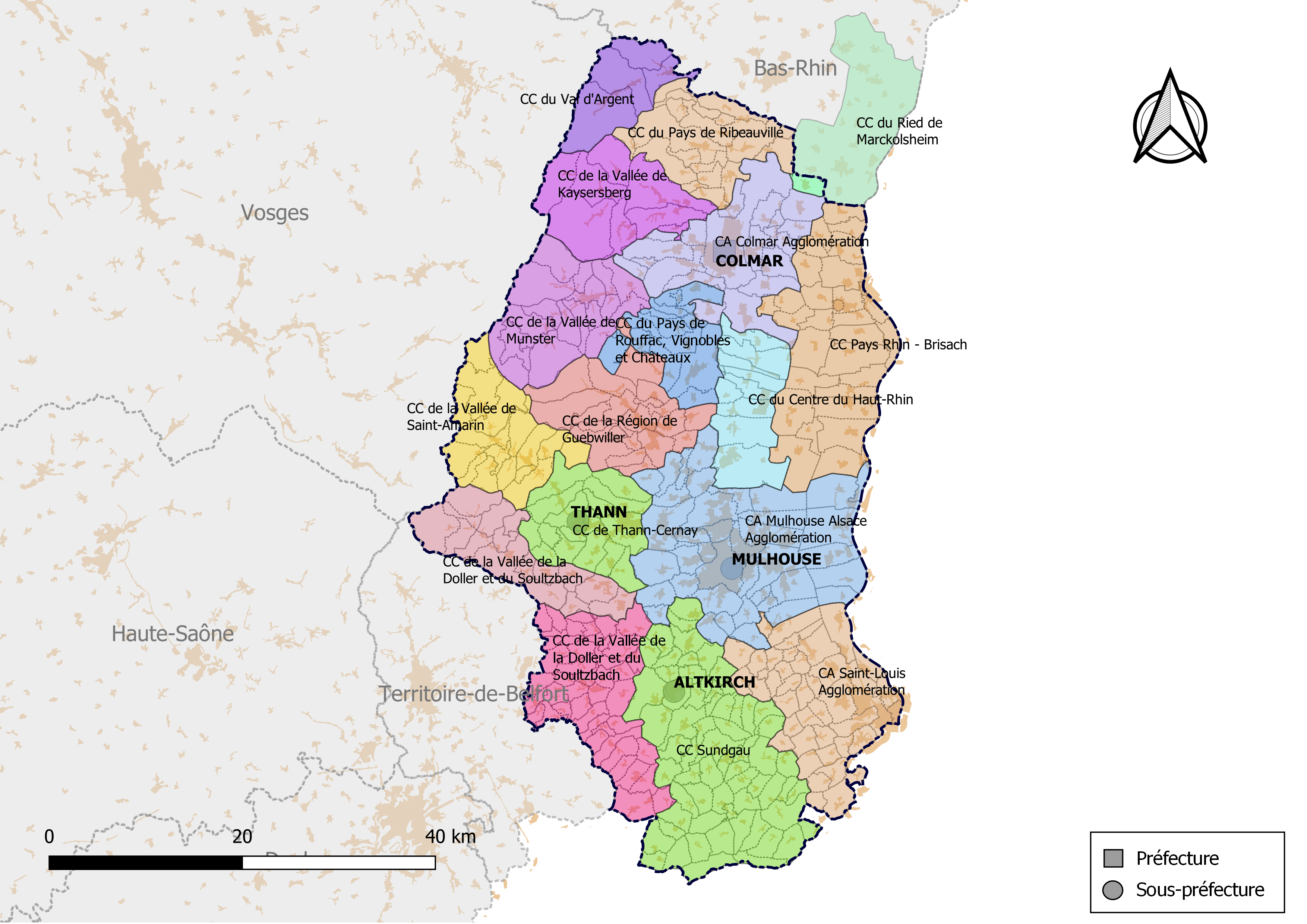
Carte des EPCI du Haut-Rhin au 1er janvier 2019.

Depuis le 1er janvier 2017, le département du Haut-Rhin compte 16 établissements publics de coopération intercommunale à fiscalité propre dont le siège est dans le département (3 communautés d'agglomération et 13 communautés de communes),. Par ailleurs une commune est groupée dans une intercommunalité dont le siège est situé hors département.

## Intercommunalités à fiscalité propre en 2018
| Forme juridique                                           | Nom                                           | no SIREN  | Date de création  | Nombre de communes      | Population (der. pop. légale) | Superficie (km2) | Densité (hab./km2) | Siège                  | Président                  |
| --------------------------------------------------------- | --------------------------------------------- | --------- | ----------------- | ----------------------- | ----------------------------- | ---------------- | ------------------ | ---------------------- | -------------------------- |
| Communauté d'agglomération                                | Mulhouse Alsace Agglomération                 | 200066009 | 1er janvier 2017  | 39                      | 272 677 (2021)                | 439,20           | 621                | Mulhouse               | Fabian Jordan              |
| Communauté d'agglomération                                | Colmar Agglomération                          | 246800726 | 1er novembre 2003 | 20                      | 113 687 (2021)                | 244,40           | 465                | Colmar                 | Gilbert Meyer              |
| Communauté d'agglomération                                | CA Saint-Louis Agglomération                  | 200066058 | 1er janvier 2017  | 40                      | 83 448 (2021)                 | 268,0            | 311                | Saint-Louis            | Jean-Marc Deichtmann       |
| Communauté de communes                                    | CC Sundgau                                    | 200066041 | 1er janvier 2017  | 64                      | 47 639 (2021)                 | 433,20           | 110                | Altkirch               | Michel Willemann           |
| Communauté de communes                                    | CC de la région de Guebwiller                 | 246800569 | 1er janvier 2001  | 19                      | 38 176 (2021)                 | 189,40           | 202                | Guebwiller             | Marc Jung                  |
| Communauté de communes                                    | CC de Thann-Cernay                            | 200036465 | 1er janvier 2013  | 16                      | 37 610 (2021)                 | 157,80           | 238                | Cernay                 | Romain Luttringer          |
| Communauté de communes                                    | CC Pays Rhin-Brisach                          | 200066025 | 1er janvier 2017  | 29                      | 33 843 (2021)                 | 328,90           | 103                | Volgelsheim            | Gérard Hug                 |
| Communauté de communes                                    | CC Sud Alsace Largue                          | 200066033 | 1er janvier 2017  | 44                      | 22 286 (2021)                 | 229,80           | 97                 | Dannemarie             | Pierre Schmitt             |
| Communauté de communes                                    | CC du Pays de Ribeauvillé                     | 246800577 | 1er juin 1996     | 16                      | 18 163 (2021)                 | 166,50           | 109                | Ribeauvillé            | Umberto Stamile            |
| Communauté de communes                                    | CC de la Vallée de Kaysersberg                | 246800551 | 1er janvier 1996  | 8                       | 16 063 (2021)                 | 180,90           | 89                 | Kaysersberg Vignoble   | Jean-Marie Muller          |
| Communauté de communes                                    | CC de la Vallée de Munster                    | 246800585 | 30 mai 1996       | 16                      | 16 235 (2021)                 | 195,30           | 83                 | Munster                | Norbert Schickel           |
| Communauté de communes                                    | CC de la Vallée de la Doller et du Soultzbach | 246800676 | 1er janvier 2002  | 15                      | 15 897 (2021)                 | 160,60           | 99                 | Masevaux-Niederbruck   | Laurent Lerch              |
| Communauté de communes                                    | CC du Centre Haut-Rhin                        | 246800445 | 4 février 2002    | 9                       | 16 300 (2021)                 | 137,10           | 119                | Ensisheim              | Michel Habig               |
| Communauté de communes                                    | CC du Pays de Rouffach, Vignobles et Châteaux | 246800494 | 1er janvier 1994  | 11                      | 12 877 (2021)                 | 115,20           | 112                | Rouffach               | Jean-Pierre Toucas         |
| Communauté de communes                                    | CC de la Vallée de Saint-Amarin               | 246800205 | 31 décembre 1999  | 15                      | 12 097 (2021)                 | 167,80           | 72                 | Saint-Amarin           | François Tacquard          |
| Communauté de communes                                    | CC du Val d'Argent                            | 246800395 | 1er janvier 2001  | 4                       | 9 289 (2021)                  | 103,50           | 90                 | Sainte-Croix-aux-Mines | Claude Abel                |
| Intercommunalité dont le siège est situé hors département |                                               |           |                   |                         |                               |                  |                    |                        |                            |
| Communauté de communes                                    | CC du Ried de Marckolsheim                    | 200030526 | 1er janvier 2012  | 18 (dont 17 dans le 67) | 20 597 (2021)                 | 184,60           | 112                | Marckolsheim (67)      | Frédéric Pfliegersdoerffer |

## Historique (depuis 2004)
- Au 1er janvier 2004, la communauté de communes du Bassin Potassique est dissoute et toutes ses communes (sauf Wittelsheim) adhèrent à la communauté d'agglomération Mulhouse Sud-Alsace (CAMSA).
- Au 1er janvier 2004, la communauté de communes du Val d'Argent et la communauté de communes de la vallée de Kaysersberg passent en fiscalité professionnelle unique (FPU)[18]
- Au 1er janvier 2006, la commune de Jebsheim rejoint la communauté d'agglomération de Colmar (CAC).
- Au 1er janvier 2008, la communauté de communes de la région de Guebwiller passe en FPU.
- Au 1er janvier 2010, la communauté d'agglomération Mulhouse Sud-Alsace, la communauté de communes des Collines, la communauté de communes de l'Île Napoléon fusionnent et sont rejointes par les communes de Galfingue, Heimsbrunn, Illzach et Pfastatt pour former la Communauté d'agglomération de la Région Mulhouse Alsace (CARMA), rebaptisée dès cette même année en CA Mulhouse Alsace Agglomération (m2A).
- Au 1er janvier 2010, la commune d'Andolsheim adhère à la communauté de communes du pays du Ried Brun.
- Au 1er janvier 2010, le SIVOM du Pays de Brisach (intercommunalité sans fiscalité propre) se transforme en communauté de communes du pays de Brisach, à l'exception de la commune de Balgau, restée membre de la communauté de communes Essor du Rhin (cette commune était membre en 2009 de la CC et du SIVOM). La communauté de communes du pays de Brisach se dote de la FPU.
- Au 1er janvier 2011, la commune de Balgau quitte la communauté de communes Essor du Rhin pour rejoindre la communauté de communes du pays de Brisach.
- Au 1er janvier 2011, la communauté de communes de la vallée de Munster, la communauté de communes du Centre Haut-Rhin, la communauté de communes de Cernay et environs et la communauté de communes de la Vallée de Saint-Amarin passent à la FPU.
- Au 1er janvier 2012, les communes de Herrlisheim-près-Colmar, Niedermorschwihr, Sundhoffen, Walbach et Zimmerbach adhèrent à la communauté d'agglomération de Colmar.
- Au 1er janvier 2012, la communauté de communes de la Vallée Noble est dissoute et ses communes membres (hormis Soultzmatt-Wintzfelden) ainsi que les communes auparavant isolées d'Eguisheim, Obermorschwihr et Voeglinshoffen adhèrent à la Communauté de communes du Pays de Rouffach, rebaptisée communauté de communes Pays de Rouffach, Vignobles et Châteaux.
- Au 1er janvier 2012, la communauté de communes Essor du Rhin passe en FPU.
- Au 1er janvier 2013, la commune de Soultzmatt-Wintzfelden adhère à la communauté de communes de la région de Guebwiller.
- Au 1er janvier 2013, la communauté de communes du Pays de Thann et la communauté de communes de Cernay et environs fusionnent pour former la communauté de communes de Thann-Cernay, dotée de la FPU d'office.
- Au 1er janvier 2013, la commune de Steinbrunn-le-Bas quitte la communauté de communes du Pays de Sierentz pour la communauté d'agglomération Mulhouse Alsace Agglomération.
- Au 1er janvier 2014, la communauté de communes du canton de Hirsingue est dissoute et ses communes membres sont rattachées à la communauté de communes d'Altkirch (Heimersdorf et Hirsingue), à la communauté de communes du Jura alsacien (Bisel, Feldbach et Riespach), à la communauté de communes de la Vallée de la Largue (Friesen, Seppois-le-Haut et Ueberstrass) et à la communauté de communes Ill et Gersbach (Henflingen et Oberdorf, fusionnées avec Grentzingen pour former la commune nouvelle d'Illtal au 1er janvier 2016).
- Au 1er janvier 2014, la commune de Husseren-les-Châteaux rejoint la communauté de communes Pays de Rouffach, Vignobles et Châteaux.
- Au 1er janvier 2014, la commune de Wittelsheim rejoint Mulhouse Alsace Agglomération.
- Au 1er janvier 2016, la communauté de communes Vallée de Hundsbach passe en FPU.
- Au 1er janvier 2016, la communauté de communes des Trois Frontières se transforme en communauté d'agglomération des Trois Frontières et passe d'office à la FPU.
- Au 1er janvier 2016, la communauté de communes du pays du Ried Brun est dissoute : la commune de Grussenheim adhère à la communauté de communes du Ried de Marckolsheim (communauté de communes jusqu'à présent bas-rhinoise, devenant interdépartementale) et les autres communes membres sont rattachées à la communauté d'agglomération de Colmar, rebaptisée Colmar Agglomération.
- Au 1er janvier 2017, la CA des Trois Frontières, la Communauté de communes de la Porte du Sundgau et la Communauté de communes du Pays de Sierentz fusionnent pour créer la CA Saint-Louis Agglomération (arrêté préfectoral du 9 juin 2016), dotée de la FPU d'office.
- Au 1er janvier 2017, Mulhouse Alsace Agglomération et la communauté de communes Porte de France Rhin Sud fusionnent pour former une nouvelle communauté d'agglomération qui conserve la dénomination de « Mulhouse Alsace Agglomération » (arrêté préfectoral du 15 juin 2016), dotée de la FPU d'office.
- Au 1er janvier 2017, la communauté de communes Essor du Rhin et la communauté de communes du pays de Brisach fusionnent pour créer la communauté de communes Pays Rhin-Brisach (arrêté préfectoral du 9 juin 2016), dotée de la FPU d'office.
- Au 1er janvier 2017, la communauté de communes de la porte d'Alsace et la communauté de communes de la Vallée de la Largue fusionnent pour créer la communauté de communes Porte d'Alsace-Largue (arrêté préfectoral du 15 juin 2016), rebaptisée communauté de communes Sud Alsace-Largue (arrêté préfectoral du 19 juillet 2017).
- Au 1er janvier 2017, la communauté de communes d'Altkirch, la communauté de communes du secteur d'Illfurth, la communauté de communes du Jura alsacien, la communauté de communes Ill et Gersbach et la communauté de communes de la Vallée de Hundsbach fusionnent pour créer la communauté de communes d'Altkirch et environs (arrêté préfectoral du 15 juin 2016), rebaptisée communauté de communes Sundgau (arrêté préfectoral du 29 décembre 2016), dotée de la FPU d'office.
- Au 1er janvier 2017, la communauté de communes du pays de Ribeauvillé passe en FPU.

### Intercommunalités dissoutes, fusionnées ou transformées (depuis 2004)
1. Communauté d'agglomération Mulhouse Sud-Alsace (fusion, 2010)
2. Communauté de communes du Bassin Potassique (dissolution, 2004)
3. Communauté de communes de Cernay et environs (fusion, 2013)
4. Communauté de communes des Collines (fusion, 2010)
5. Communauté de communes de l'Ile Napoléon (fusion, 2010)
6. Communauté de communes du Pays de Thann (fusion, 2013)
7. Communauté de communes des Trois Frontières (transformation, 2016)
8. Communauté de communes de la Vallée Noble (dissolution, 2012)
9. Communauté de communes du Canton de Hirsingue (dissolution, 2014)
10. Communauté de communes Pays du Ried Brun (dissolution, 2016)
11. Communauté d'agglomération des Trois Frontières (fusion, 2017)
12. Communauté de communes de la Porte du Sundgau (fusion, 2017)
13. Communauté de communes du Pays de Sierentz (fusion, 2017)
14. Communauté d'agglomération Mulhouse Alsace Agglomération (créée en 2010, fusionnée au 1/1/2017 - reprise de cette dénomination par la CA issue de la fusion)
15. Communauté de communes Porte de France Rhin Sud (fusion, 2017)
16. Communauté de communes Essor du Rhin (fusion, 2017)
17. Communauté de communes du Pays de Brisach (fusion, 2017)
18. Communauté de communes Porte d'Alsace-Région de Dannemarie (fusion, 2017)
19. Communauté de communes La Largue (fusion, 2017)
20. Communauté de communes d'Altkirch (fusion, 2017)
21. Communauté de communes Secteur d'Illfurth (fusion, 2017)
22. Communauté de communes Jura Alsacien (fusion, 2017)
23. Communauté de communes Ill et Gersbach (fusion, 2017)
24. Communauté de communes Vallée de Hundsbach (fusion, 2017)